# 14428 Lazaridis
A 14428 Lazaridis (korábbi nevén 1991 VM12) a Naprendszer kisbolygóövében található aszteroida. A Spacewatch program keretein belül fedezték fel 1991. november 8-án.
A bolygót Mike Lazaridis (1961–) görög származású kanadai üzletemberről nevezték el.

## Kapcsolódó szócikk
- Kisbolygók listája (14001–14500)